# Delta Air Lines
Delta Air Lines, Inc. ali samo Delta (NYSE:DAL) je ena izmed velikih ameriških letalskih družb. Sedež in glavno letališče (hub) je Mednarodno letališče Hartsfield–Jackson Atlanta. Delta je najstarejša ameriška letalska družba, ki še obratuje. Delta, skupaj s podružnicami izvede dnevno okrog 5400 letov, od tega okrog 1000 z letališča Hartsfield.
Leta 2010 se je Delta združila z družbo Northwest Airlines